# Mezoregion São José do Rio Preto

Mezoregion São José do Rio Preto

Mezoregion São José do Rio Preto – mezoregion w brazylijskim stanie São Paulo, skupia 109 gmin zgrupowanych w ośmiu mikroregionach. Liczy 29.980,5 km² powierzchni.

## Mikroregiony
- Auriflama
- Catanduva
- Fernandópolis
- Jales
- Nhandeara
- Novo Horizonte
- São José do Rio Preto
- Votuporanga